# Disney's Contemporary Resort
Disney's Contemporary Resort est l'un des hôtels du complexe de Walt Disney World Resort en 
Floride. Avec le Disney's Polynesian Resort, lui aussi ouvert en 1971, c'est le plus vieux des hôtels du complexe.

## Le thème

ancien logo

L'hôtel a pour thème le temps présent ou le futur des années 1960. C'est principalement un grand bâtiment blanc traversé par le monorail qui s'arrête dans l'immense hall.
Mais seul le bâtiment principal, une tour, reste dans la mémoire des gens avec sa forme d'arche en A. C'est un hôtel de luxe avec d'un côté une vue sur le Seven Seas Lagoon de l'autre sur le Bay Lake. Il est le plus proche du parc du Magic Kingdom.

## Historique
À son ouverture l'hôtel comptait à son ouverture 1046 chambres et ce au moins jusqu'en 1996. Il comprenait ensuite 1053 chambres réparties sur trois bâtiments jusqu'en 2007, date de la démolition d'une des deux ailes.
À l'automne 1991, un centre de congrès a été construit au pied du bâtiment principal, côté lagon.
Depuis 1er octobre 2005, la presse locale annonce l'ouverture prochaine d'un Disney Vacation Club au sein du Contemporary. En août 2006, le site Screamscape a publié des dessins préparatoire montrant le remplacement de la North Garden Wing par un bâtiment en forme de C d'une dizaine d'étages relié à la tour-arche par une passerelle au niveau du 3e étage. Les travaux ont débuté en 2007.
La Bay Lake Tower ouvre le 4 août 2009 avec 295 chambres double de type villa Disney Vacation Club.

## Les bâtiments
Walt Disney avait prévu cinq hôtels autour du Royaume enchanté mais seulement deux furent réalisés. Le Contemporary est l'œuvre commune du cabinet d'architectes californien Welton Becket & Associés, de WED Entreprises et pour la structure de l'ingénieur Richard Bradshaw .
En 1991, un bâtiment supplémentaire a été construit pour accueillir un centre de congrès.

### La tour-arche
C'est un bâtiment de 50m de haut et de 14 étages avec une structure métallique œuvre d'une filiale de l'US Steel Corporation. Les chambres sont des blocs modulaires construits à quelques kilomètres de l'hôtel puis disposés dans la structure grâce à une grue. Il ne restait plus qu'à brancher l'électricité et l'eau. (‘‘C’est le même principe que les Hôtel Formule 1). Dans la plus pure tradition américaine il n'y a pas d'étage numéroté 13.
Les chambres ont toute une vue sur l'extérieur (soit côté lagon, soit côté lac) avec une porte donnant sur le gigantesque hall. Elles ne commencent qu'au 5e étage et occupent ensuite tous les autres étages jusqu'au 14e. Les premiers étages accueillent les services, les activités, restaurants et boutiques de l'hôtel. La plupart se situent au 4e qui est une plateforme reliant les deux côtés de la structure et sert d'accès à la station de monorail qui surplombe ce niveau. Le 12e et 13e niveau possèdent essentiellement des suites. Le 14e étage accueille lui un restaurant panoramique.

#### Le hall
Cette immense zone encadrée par une verrière et les deux murs de chambres a été surnommé le Grand Canyon. C'est l'élément le plus impressionnant de l'hôtel car il est traversé par deux lignes de monorail.
Le hall est séparé en deux par un immense mur-rideau constitué de passerelles reliant les deux rangées latérales de chambres aux ascenseurs centraux. Les ascenseurs ont été placés ainsi car cela aurait été plus difficile de les construire dans les murs diagonaux de l'arche. Même si la technologie le permet (Voir la Tour Eiffel), le problème des ascenseurs diagonaux réside dans la fiabilité des arrêts à chaque étage.
Le mur possède, côté sud, une immense fresque de l'artiste Disney Mary Blair dont on peut reconnaître le style dans les personnages qui se rapprochent d'une autre de ses œuvres, l'attraction It's a Small World. Elle représente les montagnes du sud-ouest américain. Détail amusant, un mouton à cinq pattes est caché dans la fresque.
Les murs extérieurs du hall (autre que ceux accueillant les chambres) sont constitués d'une simple paroi de verre fumé, conçu spécialement pour Disney et baptisé Solar Bronze Glass. Le hall est ainsi très lumineux et donne une grandeur impressionnante tout en gardant une protection contre le soleil et une autre résistance.

### Les deux ailes
Baptisé Garden Wings, elles sont situées à l'est de la tour côté Bay Lake. Ce sont des bâtiments de trois niveaux reprenant le système modulaire de la tour avec des chambres de chaque côté des couloirs. Elles ont approximativement la forme de "T" avec la barre supérieure (du T) vers la tour et une barre inférieure à proximité du lac.
Elles encadrent un espace donnant sur le Bay Lake avec deux piscines, une marina, une aire de jeux et un départ de ferry.
Elles ne contiennent que des chambres exceptions faite d'une blanchisserie au second niveau de chaque aile. L'aile Nord (North Garden Wing) compte 354 chambres tandis que la Sud (South Garden Wings) en compte 306.
Un projet est né en 2006 pour détruire et reconstruire l'aile nord afin de la transformer en un Disney Vacation Club.

### La Bay Lake Tower
Ancienne aile nord, détruite en 2007, remplacée par une tour en fer à cheval de 14 étages comprenant 428 villas du Disney Vacation Club.

## Les services de l'hôtel
| L'hôtel est desservi par le Walt Disney World Monorail, la station est accessible depuis le 4e étage de la tour.. |

### Les chambres
Les chambres sont assez spacieuses et peuvent accueillir 5 personnes pour celle dans les Garden Wings, 6 pour la tour.
Elles possèdent tout le "confort moderne" dont la télévision avec le câble, une cafetière, un réfrigérateur, un accès Internet, un téléphone double ligne avec messagerie, un fer à repasser et un sèche-cheveux.
Les suites peuvent héberger jusqu'à huit personnes et comprennent une kitchenette.
Les prix en 2005, d'après le site officiel, pour une nuit débutent à partir de 
- 244 $ pour une chambre normale
- 275 $ pour une chambre avec vue sur le lac ou les jardins
- 335 $ dans la tour
- 405 $ et 495 $ dans la tour avec service à l'étage (seulement le niveau de service, Atrium Club ou Tower Club)
- 1025 à 1750 $ pour les suites

Ces prix varient en fonction des saisons, ne comprennent pas les taxes éventuelles. Ainsi la chambre normale coûtent 359 $ durant les vacances de noël (20/12 au 31/12).

### Les restaurants et bars
- Au dernier étage de la tour, California Grill propose dans un décor soigné de la cuisine californienne "à la carte" digne de grand chef et une vue imprenable sur l'ensemble du complexe. Il est conseillé de réserver plusieurs semaines avant l'arrivée dans l'hôtel.
  - Situé juste à côté le California Grill Lounge permet de prendre l'apéritif ou de déguster un grand vin californien avant ou après le repas.
- Food and Fun Center est aussi un lieu de loisirs où l'on sert à toutes heures des sandwiches froids, des salades et des desserts. Il est situé au premier niveau.
- Le café Contemporary Grounds propose dans le hall d'entrée à proximité des escalators des cafés et autres boissons chaudes ainsi que des biscuits.
- Le Grand Canyon Concourse est le surnom donné à la plateforme du quatrième niveau qui héberge plusieurs restaurants
  - Concourse Steakhouse est située au pied du monorail et sert des hamburgers, sandwichs à midi et des viandes, des poissons et des pâtes le soir. Il remplace depuis le 10 août 1994 le Concourse Grill.
  - Outer Rim est un bar avec une vue sur Bay Lake, servant des cocktails, des apéritifs et aux boissons.
  - Le restaurant-buffet Chef Mickey's propose des plats aux formes et inspirés par les personnages Disney. Il est situé au quatrième niveau. Des personnages Disney égayent parfois les repas de leurs présences.
- Le Sand Bar est un bar situé à proximité de la piscine mais qui malgré son nom n'est pas sur le sable. Il offre un choix de fruits et sandwichs.

### Les boutiques
Elles sont toutes situées sur le Grand Canyon Concourse, au quatrième niveau.
- Fantasia vend des objets Disney, principalement des peluches, et des vêtements pour les adultes et les enfants
- Contemporary Woman offre des vêtements pour femme dont des maillots de bains
- Contemporary Man est le pendant masculin de la boutique précédente
- Kingdom Jewels est une bijouterie
- Bayview Gifts propose des objets souvenirs ainsi que des fleurs[4].
- Concourse Sundries & Spirits est un espace presse-librairie et vente de bouteilles d'alcool.

### Les activités possibles
L'hôtel comprend deux piscines, une marina et une plage de sable.
- Food and Fun Center est une salle d'arcade et un snack
- les piscines
  - La Bay Pool est circulaire et située en bordure du lagon
  - La piscine principale a été rénovée à la fin des années 1990 pour devenir un espace de jeux pour la famille. Un toboggan de 5,6 m de haut plonge dedans. Deux bains bouillonnants  sont aussi disponibles à côté pour se relaxer.
- Olympiad Fitness Center est un centre de remise en forme avec sauna, vélos et salle de massage. Un salon de coiffure le jouxte.
- Disney's Racquet Club est complexe de six terrains de tennis situé juste derrière l'aile nord avec une boutique.

Il est aussi possible de louer un bateau, un scooter des mers ou un mini hors-bord à la marina. Des sessions de ski sur l'eau sont même organisées.
Un ferry fait escale à proximité de la Bay Pool sur le Bay Lake.

### Le centre de congrès
L'hôtel compte réellement deux centres de congrès, l'un au second niveau de la tour-arche et l'autre à l'extérieur.

#### Complexe dans la tour
Il occupe l'intégralité du second niveau de l'hôtel et est partagé en deux par les cages d'ascenseurs au centre de la tour. Au nord on trouve 
- La Ballroom of Americas en 2 sections

Au sud on trouve en plus de l'accès au complexe extérieur :
- La Grand Republic Ballroom en 5 sections
- La Pacific Ballroom
- Les deux salons Atlantic

#### Complexe à l'extérieur
C'est un immense bâtiment de 9 000 m² relié à la tour et ajouté en 1991. Il est l'œuvre du cabinet new yorkais Gwathmey Siegel et Associés. Il est basé sur des formes géométriques et une certaine abstraction. Il a servi d'occasion pour refaire intégralement l'accès à l'hôtel depuis la route reliant le parking du Magic Kingdom au parc lui-même situés de chaque côté du Seven Seas Lagoon. Les salles sont nommées d'après le film Fantasia.
Il est accessible depuis le deuxième niveau de la Tour-arche par des escalators. Ils amènent à une première rotonde puis soit au couloir principal, le Fantasia Lobby, qui longe la porte cochère en arc de cercle, soit à un couloir secondaire le Nutcracker Lobby. Au bout du couloir principal une seconde rotonde permet de desservi le Pastoral Lobby
Le centre comprend : 
- Une grande salle, la Fantasia Ballroom modulable en 15 salles,
- La Nutcracker Ballroom modulable en 3 salles
- La salle Olympus modulable en 2 salles
- Trois salons le long du dernier couloir en bordure de la route.